# كريستو دياز
كريستو دياز (بالإسبانية: Cristo Díaz Martín)‏ هو لاعب كرة قدم إسباني، ولد في 20 يونيو 1992 في إل ساوثال في إسبانيا. لعب مع نادي تينيريفي.

## وصلات خارجية
- كريستو دياز على موقع قاعدة بيانات كرة القدم.إي يو (الإنجليزية)
- كريستو دياز على موقع Soccerway.com (الإنجليزية)